# گلاستر، میسیسیپی
گلاستر (به انگلیسی: Gloster) شهرکی در ایالت میسیسیپی کشور ایالات متحده آمریکا است که جمعیت آن در سرشماری سال ۲۰۱۰ میلادی، ۹۶۰
نفر بوده‌است.